# 乙酰二茂铁
乙酰二茂铁是一种有机铁化合物，化学式 (C5H5)Fe(C5H4COMe)。它是二茂铁的衍生物，由其中一个茂环的氢原子被乙酰基取代而成。它是一种对空气稳定的橙色固体，可溶于有机溶剂。

## 制备和反应
乙酰二茂铁可以由二茂铁和乙酸酐的傅-克酰基化反应而成：
Fe(C5H5)2  +  Ac2O   →   (C5H5)Fe(C5H4Ac)  +  HOAc
这个反应通常在教学实验室进行，以说明酰化反应以及色谱分离。
乙酰二茂铁可以用来制备衍生物，例如乙醇基二茂铁 (C5H5)Fe(C5H4CH(OH)Me) 和乙烯基二茂铁。对应的氧化产物——乙酰二茂铁(III)阳离子在实验室中用作单电子氧化剂。